# Prevost
För andra betydelser, se Prevost (olika betydelser).
Prevost Car, på franska Prévost Car, är en Québec-baserad busstillverkare. Företaget tillverkar turistbussar och karosser för lyxhusbilar. Det ägs av Volvo Bussar och äger i sin tur Nova Bus.